# Emadiana fraterna
Emadiana fraterna är en insektsart som beskrevs av Young 1986. Emadiana fraterna ingår i släktet Emadiana och familjen dvärgstritar. Inga underarter finns listade i Catalogue of Life.